# Лупарија (Илфов)
Лупарија (рум. Lupăria) насеље је у Румунији у округу Илфов у општини Чолпани. Oпштина се налази на надморској висини од 97 m.

## Становништво
Према подацима из 2002. године у насељу је живело 230 становника, од којих су сви румунске националности.